# Râle gris
Rallus longirostris
Espèce
Répartition géographique
Statut de conservation UICN

 LC  : Préoccupation mineure
Le Râle gris (Rallus longirostris) est une espèce d'oiseau de la famille des Rallidae, jadis considérée comme conspécifique avec le Râle tapageur (Rallus crepitans) et le Râle de Californie (Rallus obsoletus) jusqu'en 2013.

## Répartition et sous-espèces
Cet oiseau fréquente le littoral de l'écozone néotropicale.
Selon la classification de référence du Congrès ornithologique international (15.1, 2025) il se répartit en huit sous-espèces :
- R. l. phelpsi Wetmore, 1941 — Colombie et Venezuela ;
- R. l. dillonripleyi Phelps & Aveledo, 1987 — nord-est du Venezuela ;
- R. l. margaritae Zimmer & Phelps, 1944 — île Margartita ;
- R. l. pelodramus Oberholser, 1937 — Trinité ;
- R. l. longirostris Boddaert, 1783 — Guyanes ;
- R. l. crassirostris Lawrence, 1871 — Brésil ;
- R. l. cypereti Taczanowski, 1878 — sud-ouest de la Colombie et Équateur ;
- R. l. berryorum Maley & al. — du Salvador au Costa Rica.